# Phalonidia tarijana
Phalonidia tarijana es una especie de polilla del género Phalonidia, categorizada en la tribu Cochylini, de la subfamilia Tortricinae.

## Distribución
Se distribuye por América del Sur: Bolivia, en la provincia de Tarija.

## Taxonomía
Fue descrita por Razowski & Wojtusiak en 2013.
Tratamiento taxonómico
La especie aparece registrada y publicada en Acta Zoologica Cracoviensia 56: 10.